# كيم ريتشاردز
كيم رتشاردز (بالإنجليزية: Kim Richards)، ممثلة أمريكية وممثلة طفلة سابقًا.

## السيرة
ولدت كيم في نيو يورك كيم أخت للمثلة كيثى هيلتون وكايل رتشاردز، وهي خالة باريس هيلتون
بدأت حياتها المهنية عام 1970 من عام 1971 إلى 1972 بدور ايفرت في مسلسل ناني آند ذا بروفسور وشاركت أيضا في أفلام ديزنى مثل نو رترن وشاركت في حلقة من مسلسل ليتل هاوس اون ذا برينين
في 1976 شاركت في مسلسل ديزني التلفزيونى ويز كيدز كاسبر
ظهرت هي واختها كيثى في فيلك جيمس برولين في السيارة وشاركت في فيلم تلفزيوني ديفل دوج ذا هوند اوف هيل
في فيلم جون كاربنتر الاعتداء على المخفر 13 لعبت دور الطفلة التي قتلت وبعد فترة بدات في مسلسل هالو لأرى
في عام 2006 عادت إلى التمثيل في دور أم كريستن ريس في فيلم بلاك سنك موين لعبت دور كوميدي عام 2009 في فيلم ريس تو ويتش مونتون
شاركت أختها كيقي في برنامج تلفزيون الواقع ذا رالى هاوس ويف اوف بيفرلى هيلز

## الحياة الشخصية
تزوجت كيم عدة مرات، زوجها الأول كان مونتى برنسون في 1985 وأنجبت بنت واحدة وهي بروك آشلي في 21 فبراير 1986 وانفصلا في 1988، وفي عام 1991 خطبت لجون كولت وقد قتل على يد رجل بسبب صفقة تجارية فتزوجت جورج ديفيس الذي كان لديه طفلين وانتهى الزواج بالطلاق، تزوجت بعد ذلك من جون جاكسون ولديها بنت منه اسمها كيمبرلي.

## روابط خارجية
- كيم ريتشاردز على موقع IMDb (الإنجليزية)
- كيم ريتشاردز على موقع ألو سيني (الفرنسية)
- كيم ريتشاردز على موقع تيرنر كلاسيك موفيز (الإنجليزية)
- كيم ريتشاردز على موقع أول موفي (الإنجليزية)
- كيم ريتشاردز على موقع قاعدة بيانات الأفلام السويدية (السويدية)
- كيم ريتشاردز على موقع إن إن دي بي (الإنجليزية)
- كيم ريتشاردز على موقع قاعدة بيانات الفيلم (الإنجليزية)
- كيم ريتشاردز على موقع كينوبويسك (الروسية)